# Johnson Parker-Smith
Johnson Parker-Smith (* 14. Januar 1882 in Chelford; † 13. Juli 1926 in Marple) war ein britischer Lacrossespieler.

## Erfolge
Johnson Parker-Smith war bei den Olympischen Spielen 1908 in London Mitglied der britischen Lacrossemannschaft und spielte auf der Position eines Verteidigers. Neben ihm gehörten außerdem George Alexander, George Buckland, Sydney Hayes, Reginald Martin, Wilfrid Johnson, Hubert Ramsey, Norman Whitley, Edward Jones, Gerald Mason, Charles Scott und Eric Dutton zum Aufgebot. Nach dem Rückzug der südafrikanischen Mannschaft wurde im Rahmen der Spiele lediglich eine Lacrosse-Partie gespielt, die zwischen dem Gastgeber aus Großbritannien und Kanada ausgetragen wurde. Nach einer 6:2-Halbzeitführung gewannen die Kanadier die Begegnung letztlich mit 14:10, sodass Parker-Smith ebenso wie seine Mannschaftskameraden die Silbermedaille erhielt.
Parker-Smith, der Sohn eines wohlhabenden Wollhändlers aus Lancashire, spielte auf Vereinsebene für den South Manchester Lacrosse Club. Mehrfach nahm er an den damals prestigereichen Begegnungen zwischen The South und The North teil. Er war von Beruf Wirtschaftsprüfer.